# Леннарц, Вольф
Вольф Ле́ннарц (нем. Wolf Lennartz) — швейцарский кёрлингист.
В составе мужской сборной Швейцарии участник чемпионата мира 1966 (заняли шестое место). Чемпион Швейцарии среди мужчин.
Играл на позиции второго.

## Достижения
- Чемпионат Швейцарии по кёрлингу среди мужчин: золото (1966).

## Команды
| Сезон   | Четвёртый     | Третий          | Второй           | Первый        | Турниры                      |
| ------- | ------------- | --------------- | ---------------- | ------------- | ---------------------------- |
| 1965—66 | Пауль Кундерт | Алоиз Циммерман | Вальтер Элеганти | Вольф Леннарц | ЧШМ 1966 · ЧМ 1966 (6 место) |

(скипы выделены полужирным шрифтом)